# مزمار الراعي
مزمار الراعي أو آذان العنز (باللاتينية: Alisma) جنس نباتي ينتمي للفصيلة المزمارية التي تضم نباتات تعرف بألسنة الحمل المائية (بالإنجليزية: water-plantains)‏ لأنها تشبه نبات لسان الحمل. يضم هذا الجنس نباتات مائية تكون أوراقها إما مغمورة أو طافية.

## الوصف النباتي
تمتلك أزهار نبات مزمار الراعي ستة أسدية وأمتعة عديدة لكل واحد منها بويضة واحدة. الأزهار مرتبة في نورات خيمية (باللاتينية: Umbel) أو عنقودية بسيطة (باللاتينية: Raceme) أو عثكولية (باللاتينية: Panicle). الثمرة تصنف نباتيًا كفقيرة.

## من أنواعه
- مزمار الراعي الربلي (باللاتينية: Alisma plantago-aquatica) في بلاد الشام ومصر والمغرب العربي وأوروبا والقوقاز
- مزمار الراعي النجيلي (باللاتينية: Alisma gramineum) في بلاد الشام ومصر والمغرب العربي ومعظم مناطق أوروبا والقوقاز